# Powiat przeworski (Galicja)
Powiat przeworski – dawny powiat kraju koronnego Królestwo Galicji i Lodomerii, istniejący w latach 1899–1918. Siedzibą starostwa był Przeworsk.
Powiat przeworski utworzono 1 listopada 1899 przez wyłączenie z powiatu łańcuckiego powiatu sądowego przeworskiego i przekształcenie go w nowy powiat polityczny. Powołano go do życia postanowieniem cesarza Franciszka Józefa I z 26 lipca 1899, podanym do wiadomości obwieszczeniem Ministra Spraw Wewnętrznych z 10 października 1899.
Po porzejściu pod administrację polską po I wojnie światowej został przekształcony w powiat przeworski, od 1920 w województwie lwowskim.